# Ethel Barrymore Colt
Ethel Barrymore Colt (New York, 30 aprile 1912 – Bristol, 22 maggio 1977) è stata un'attrice teatrale e soprano statunitense.

## Biografia
Ethel Barrymore Colt nacque a New York, figlia di Russell Griswold Colt e di Ethel Barrymore. Nata della prestigiosa dinastia teatrale dei Barrymore, i suoi zii erano Lionel e John Barrymore. Barrymore Colt studiò al Notre Dame Convent, dove avevano già studiato la madre e la nonna Georgia Drew Barrymore. La Colt fece il suo debutto sulle scene nel 1930 accanto alla madre nel dramma Scarlet Sister Mary. Inizialmente la madre non voleva che la figlia seguisse le sue orme nel mondo dello spettacolo, ma dovette ricredersi quando si trovò a corto di una giovane attrice a ridosso del debutto della pièce. L'anno successivo si unì alla rivista di George White Scandals, in cui cantava accanto ad Ethel Merman, Rudy Vallee ed Eugene Howard, ma la Colt lasciò lo spettacolo dopo che il suo ruolo fu ridotto a una sola canzone.
Il nome della madre, la principale attrice drammatica dell'epoca, fu spesso d'intralcio per la Colt, che desiderava fare carriera autonomamente partendo da ruoli minori ottenuti senza contare sul nome materno. L'attrice lasciò quindi New York e recitò in tutti gli Stati Uniti per cinque anni, lavorando come comica, cabarettista, costumista e persino autista insieme ai Jutney Players. Durante questi anni studiò canto con i soprano Queena Mario e Maggie Teyte ed intraprese la carriera operistica cantando in oltre cento concerti tra gli Stati Uniti e l'Europa. In questi anni cambiò il proprio nome in "Louisa Kinlock" ed ottette una parte nell'Orfeo ed Euridice  di Gluck presso la compagnia operistica Little Orchestra Society. Un anno dopo essersi unita alla compagnia, la rivista Time rivelò la sua vera identità e la Colt lasciò la Little Orchestra Society.
Successivamente la Colt si dedicò alla storia del teatro americano, argomento su cui tenne diverse conferenze in tutti gli Stati Uniti. Nel 1971 ritornò a recitare a Broadway nella prima del musical di Stephen Sondheim Follies, per la regia di Harold Prince e Michael Bennett; nel musical, la Colt interpretava il ruolo di Christine Crane era la sostitua per i ruolo di Heidi Schiller e della protagonista Sally Durant Plummer. Successivamente, rimase a New York per cantare con la New York City Opera, apparendo, tra gli altri, accanto a Beverly Sills ne La figlia del reggimento, in cui cantava il ruolo della duchessa di Krackenthrop. La sua ultima apparizione sulle scene risale al 1976, quando interpretò Madame Armfeldt nel musical A Little Night Music. 
Ethel Barrymore Colt è stata sposata con Romeo Miglietta dal 1944 alla morte dell'uomo nel 1975; la coppia ha avuto un figlio, l'attore John Miglietta.